# Arihant
Die Arihant (अरिहंत), Kennung: S-73, (Projektname: Advanced Technology Vessel ATV) ist das erste selbst gefertigte Atom-U-Boot der Indischen Streitkräfte. Es wurde am 26. Juli 2009 in seiner Bauwerft in Vishakhapatnam zu Wasser gelassen.
Es ist zudem das erste U-Boot mit ballistischen Raketen, welches außerhalb der fünf UN-Vetomächte/Atommächte in Dienst gestellt wurde.
Das Atom-U-Boot soll mit zwölf U-Boot-gestützte Mittelstreckenraketen (SLBM) vom Typ K-15 Sagarika mit einer Reichweite von über 700 Kilometern bewaffnet werden. Bis 2012 sollte die Arihant bei der Indischen Marine in Dienst gestellt werden, der Plan konnte aber aufgrund technischer Störungen nicht eingehalten werden.
Am 10. August 2013 wurde der Reaktor in den kritischen Zustand versetzt. Nach einer Reihe von Waffentests und Tiefseetauchgängen sowie anderen Überprüfungen war die Arihant Anfang 2016 einsatzbereit und wurde nach Abnahme durch die indischen Streitkräfte im August 2016 in Dienst gestellt. Anfang 2018 berichtete die indische Tageszeitung The Hindu, dass sich die Arihant seit über zehn Monaten in Reparatur befunden hatte, nachdem es infolge einer versehentlich offen gelassenen Luke zu Wassereinbruch gekommen war.
Die Arihant-Klasse soll vier Einheiten umfassen. Boot 2, die Arighat wurde am 19. November 2017 zu Wasser gelassen und am 29. August 2024 in Dienst gestellt.